# Wildest Dreams
«Wildest Dreams» — п'ятий сингл п'ятого студійного альбому американської попспівачки Тейлор Свіфт — 1989. В США сингл вийшов 31 серпня 2015 року. Пісня написана Тейлор Свіфт, Максом Мартіном та Shellback; спродюсована Максом Мартіном та Shellback. Прем'єра музичного відео відбулася 30 серпня 2015 року.
Пісня «Wildest Dreams» — це синті-поп і дрим-поп пауер-балада з атмосферним виконанням, в якому використовуються струнні інструменти й серцебиття Свіфт як ритм. Текст пісні описує благання Свіфт, щоб її коханий пам'ятав неї, попри неминучий кінець їхніх відносин.
Сучасні критики прийняли Wildest Dreams з помірними відгуками; деякі хвалили вокал Свіфт та продюсування, тоді як інші негативно порівнювали її з творчістю Лани Дель Рей. У ретроспективі критики позитивно оцінили пісню як одну з найсильніших пісень Свіфт у її каталозі. Сингл увійшов до п'ятірки найкращих у чартах Австралії, Канади, Польщі та Південної Африки. У США пісня стала п'ятим поспіль хітом з альбому 1989 у першій десятці Billboard Hot 100, досягнувши п'ятого місця, і досягла вершини в чартах Billboard, орієнтованих на радіоефір, включаючи Mainstream Top 40 та Adult Top 40. Пісня була чотири рази сертифікована платиновою Асоціацією звукозаписної індустрії Америки (RIAA), і до листопада 2017 року в США було продано понад два мільйони копій.

## Музичне відео
Музичне відео зрежисоване Джозефом Каном, який попередньо працював зі Свіфт над відеокліпами для «Blank Space» та «Bad Blood». Зйомки проходили в Африці та Каліфорнії, відображаючи епоху класичного Голлівуду 1950-х років. Прем'єра відбулася 30 серпня 2015 року під час пре-шоу до 2015 MTV Video Music Awards. Чоловічу роль у відеокліпі зіграв американський актор та модель Скотт Іствуд. У ньому Свіфт постає в образі актриси-брюнетки, яка закохується у свого колегу зі знімального майданчика, а потім усвідомлює неминучий кінець їхніх стосунків після завершення кінопроєкту. Відео було добре прийнято з погляду виробництва та стилю, але викликало критику за уславлення колоніалізму, яку Кан відкинув. Свіфт пожертвувала всі прибутки від кліпу до Фонду африканських парків Америки.
Станом на березень 2024 року музичне відео мало 920 мільйонів переглядів на відеохостингу YouTube.

## Чарти
Тижневі чарти
| Чарт (2015-16)                            | Місце |
| ----------------------------------------- | ----- |
| Australian Singles Chart                  | 3     |
| Austrian Singles Chart                    | 21    |
| Belgium (Ultratop 50 Flanders) (Фландрія) | 33    |
| Belgium (Ultratop 50 Wallonia) (Валлонія) | 24    |
| Canada (Canadian Hot 100)                 | 4     |
| Canada AC (Billboard)                     | 2     |
| Canada CHR/Top 40 (Billboard)             | 1     |
| Canada Hot AC (Billboard)                 | 1     |
| Czech Republic (Rádio Top 100)            | 67    |
| Finland Suomen virallinen lista           | 15    |
| France French Singles Chart               | 122   |
| Hungary (Single Top 40)                   | 35    |
| Iceland (RÚV)                             | 8     |
| Irish Singles Chart                       | 39    |
| Lebanon (Lebanese Top 20)                 | 14    |
| New Zealand Recorded Music NZ             | 8     |
| Poland (Polish Airplay Top 100)           | 3     |
| Scotland (Official Charts Company)        | 9     |
| Slovakia (Singles Digitál Top 100)        | 8     |
| South Africa (EMA)                        | 5     |
| UK Singles (Official Charts Company)      | 40    |
| US Billboard Hot 100                      | 5     |
| US Adult Contemporary (Billboard)         | 2     |
| US Adult Top 40 (Billboard)               | 1     |
| US Dance/Mix Show Airplay (Billboard)     | 1     |
| US Mainstream Top 40 (Billboard)          | 1     |
| US Rhythmic (Billboard)                   | 25    |

Річні чарти
| Чарт (2015)               | Місце |
| ------------------------- | ----- |
| Australian Singles Chart  | 41    |
| Canada (Canadian Hot 100) | 39    |
| US Billboard Hot 100      | 57    |

| Чарт (2016)                     | Місце |
| ------------------------------- | ----- |
| Canada (Canadian Hot 100)       | 70    |
| US Billboard Hot 100            | 79    |
| US Billboard Adult Contemporary | 3     |
| US Billboard Adult Top 40       | 28    |

## Продажі
| Країна               | Сертифікація (таблиця продажів та сертифікатів) | Продажі    |
| -------------------- | ----------------------------------------------- | ---------- |
| Австралія (ARIA)     | 2× Платина                                      | +140,000   |
| Канада (CRIA)        | Платина                                         | +80,000    |
| Нова Зеландія (RMNZ) | Золото                                          | +15,000    |
| Британія (BPI)       | Срібло                                          | +200,000   |
| США (RIAA)           | 3× Платина                                      | +3,000,000 |

## Історія релізів
| Регіон     | Дата           | Формат                              | Лейбл                | Виноски     |
| ---------- | -------------- | ----------------------------------- | -------------------- | ----------- |
| США        | 31 серпня 2015 | Hot/Modern/ AC radio                | Big Machine Republic | [ 1 ]       |
| США        | 1 вересня 2015 | Contemporary hit radio              | Big Machine Republic | [ 3 ]       |
| США Канада | 15 жовтня 2015 | Цифрове завантаження ремікс (R3hab) | Big Machine          | [ 4 ] [ 5 ] |
| Італія     | 30 жовтня 2015 | Contemporary hit radio              | Universal            | [ 6 ]       |